# Kœtzingue
Kœtzingue település Franciaországban, Haut-Rhin megyében. Lakosainak száma 583 fő (2022. január 1.). Kœtzingue Schlierbach, Geispitzen, Waltenheim, Magstatt-le-Bas, Magstatt-le-Haut, Zaessingue, Wahlbach, Steinbrunn-le-Bas és Rantzwiller községekkel határos.

## Népesség
A település népességének változása:
| Lakosok száma | 613  | 607  | 628  | 600  | 594  | 586  | 580  | 582  | 583  |
|               | 2013 | 2015 | 2016 | 2017 | 2018 | 2019 | 2020 | 2021 | 2022 |